# 松旭齋天勝

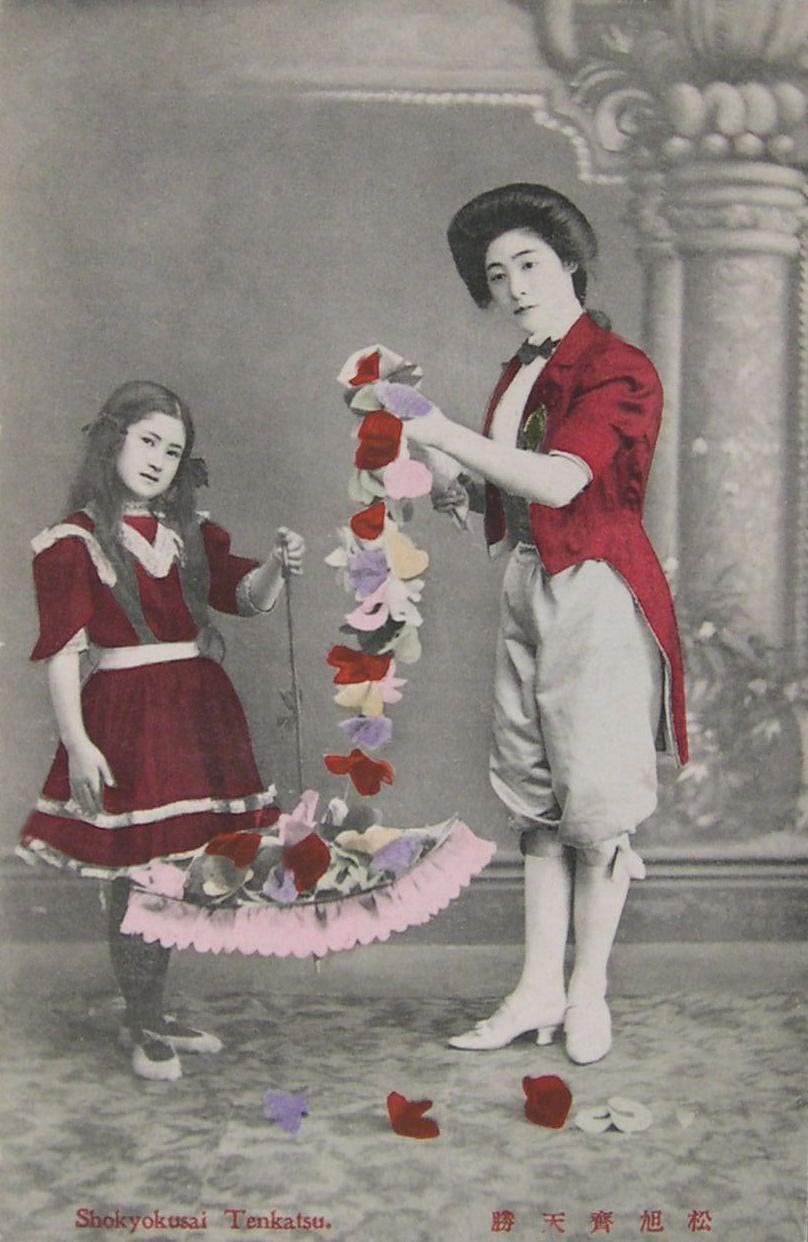
松旭（右）和她的助手（左）

松旭齋天勝 （日语：／ Shoukyokusai Tenkatsu；1886年5月21日—1944年11月11日）是明治時期日本著名的女魔術師。天勝本名中井勝，1895年加入了本名服部松旭的松旭齋天一所創立的松旭齋魔術團，並改名為松旭齋天勝。天勝的魔術馳名海外，曾經到歐美巡迴演出，台灣日治時期又應高松豐次郎的邀請到台灣表演。1938年，松旭齋天勝退休，1940年將松旭齋的稱號傳給兒甥女山田松太郎，松太郎繼承後改名為松旭齋天洋，日本著名脫逃魔術師引田天功都是師從松旭齋。